# Christa Heilmann
Christa M. Heilmann (* 6. November 1946 in Leipzig) ist eine deutsche Sprechwissenschaftlerin. Sie war bis 2012 Hochschullehrerin und Leiterin der Abteilung für Sprechwissenschaft der Philipps-Universität Marburg.

## Leben
Christa Heilmann wuchs in Leipzig auf. Nach dem Abitur 1965 studierte sie Sprechwissenschaft und Germanistik am Institut für Sprechwissenschaft und Phonetik der Martin-Luther-Universität Halle-Wittenberg, wo sie im Jahr 1972 zum Thema Rhetorische Kommunikation promovierte. Danach war sie an der Nikolaus-Kopernikus-Universität Toruń tätig. An der damaligen Karl-Marx-Universität Leipzig war sie 1975–1982 Lehrerin im Hochschuldienst für ausländische Germanistikstudierende für die Fächer Rhetorik und Phonetik, danach Aspirantin an der Universität Halle-Wittenberg. Wegen eines Ausreiseantrags hatte sie von 1984 bis 1987 in der DDR ein Berufsverbot. In dieser Zeit arbeitete sie in kirchlichen Ausbildungseinrichtungen.
Nach der Übersiedlung in die Bundesrepublik Deutschland im November 1987 arbeitete Heilmann an der Westfälischen Wilhelms-Universität in Münster und an der Georg-August-Universität Göttingen. Seit dem Wintersemester 1990 leitete sie das Fach Sprechwissenschaft am Institut für Germanistische Sprachwissenschaft der Philipps-Universität Marburg. Im April 2001 schloss sie an der Universität Jena die Habilitation ab mit der Schrift „Neue Ansätze sprechwissenschaftlicher Gesprächsforschung“. Sie wurde 2005 zur außerplanmäßigen Professorin für Sprechwissenschaft ernannt. 2012 wurde sie emeritiert.
Seit 2001 ist Heilmann Vorsitzende des Wissenschaftlichen Beirates der Deutschen Gesellschaft für Sprechwissenschaft und Sprecherziehung (DGSS). Von 2009 bis 2011 war sie 1. Vorsitzender der DGSS. Zudem ist sie Gründungsmitglied des Soroptimist-Clubs Marburg und war von 2009 bis 2011 dessen Präsidentin.
Heilmann ist verheiratet und Mutter von drei Kindern. Sie ist eine Urenkelin von Hugo Licht.

## Auszeichnungen
- Frauenförderpreis der Philipps-Universität Marburg (2004)
- Bundesverdienstkreuz am Bande (2015)[1]

## Publikationen (Auswahl)
- Rhetorik und Geschlechterdifferenz. Ein sprechwissenschaftlicher Ansatz. In: Doerte Bischoff, Martina Wagner-Egelhaaf (Hrsg.): Mitsprache, Rederecht, Stimmgewalt. Genderkritische Strategien und Transformationen der Rhetorik. Universitätsverlag Winter, Heidelberg 2006, S. 59–74.
- Geschichte der Sprechwissenschaft in Marburg. Münster 2002, LIT-Verlag.
- Sprechwissenschaftliche Gesprächsanalyse als Führungsinstrument. In: Norbert Gutenberg (Hrsg.): Die Rhetorik der Wirtschaft und die Wirtschaft der Rhetorik Attikon, Tostedt 2000, S. 27–40.
- Methodische Probleme bei der Untersuchung gesprochener Sprache in natürlichen Situationen. In: Sigrun Lemke, Susanne Thiel (Hrsg.): Sprechen-Reden-Mitteilen. Sprache und Sprechen. Bd. 32., Reinhardt, München/Basel 1996, S. 154–160.